# Tomas Lappalainen
Tomas Lappalainen, född 6 mars 1958 i Uppsala domkyrkoförsamling, är en svensk författare och journalist och har tidigare varit kulturredaktör för LO-tidningen. Han har skrivit facklitteratur om Italien särskilt den italienska maffian vars tre huvudgrenar han har behandlat i böckerna Maffia, Camorra och  'Ndrangheta. Han har även skrivit den delvis självbiografiska Mellan 55 och 60 och om antikens Grekland i Världens första medborgare.
Han har varit sambo med Johanna Ekström och tillsammans har de en dotter.

## Författarskap
Boken Maffia från 1993 är ett facklitterärt verk som beskriver den Sicilianska maffian Cosa Nostra. Maffiaorganisationens historia, kultur, organisationsstruktur och värderingar  behandlas. Boken beskriver kriget mellan maffiaklanerna, terrorangrepp mot statstjänstemän och vendetta, men också statens process mot och försök att begränsa maffian liksom hur Sicilianska seder och bruk ligger statsmakten i fatet. En utökad version släpptes 2011.
I Mellan 55 och 60 blandas och sätts egna tankar och funderingar i perspektiv med hjälp av flera av historiens stora tänkare och samtida kulturpersonligheter. Bland annat krämpor, skilsmässa, åldrande och död hinner behandlas.
Världens första medborgare är dels en analys av olika aspekter av de grekiska stadsstaternas framväxt och organisation som sådan. Dels en jämförande analys om hur relationen mellan heder och våld liknar varandra i antikens Grekland och i italienska maffiaklaner.